# FK Liepāja
Az FK Liepāja egy lett labdarúgóklub, melynek székhelye Liepājában található. A csapat jelenleg a lett első osztályban szerepel.

## Története
A klubot 2014 márciusában alapították, miután az FK Liepājas Metalurgs tulajdonosi köre a 2013-as szezon végén csődbe ment. Az FK Liepāja leigazolta az összes játékost, beleértve az utánpótlás csapatokban szereplőket is és egyfajta jogutódként indulási jogot szerzett a lett első osztály 2014-es idényére. A klubot elsősorban Liepāja városának önkormányzata támogatja, elnöke pedig a korábbi sokszoros lett válogatott Māris Verpakovskis. 
Első szezonjukban a negyedik helyen végeztek. Egy évvel később, 2015-ben megnyerték a bajnokságot, így elindulhattak a bajnokok ligája 2016–17-es idényének selejtezőiben. 2017-ben bejutottak a lett kupa döntőjébe, amit szintén megnyertek.

## Sikerlista
- Lett bajnokság
  - Győztes (1): 2015
  - 2. helyezett (1): 2017
- Lett Kupa
  - Győztes (2): 2017, 2020

## Nemzetközi kupaszereplés
| Szezon  | Kupasorozat           | Forduló | Ellenfél           | Hazai     | Vendég | Össz.        |
| ------- | --------------------- | ------- | ------------------ | --------- | ------ | ------------ |
| 2016–17 | UEFA-bajnokok ligája  | 2SK     | Red Bull Salzburg  | 0–2       | 0–1    | 0–3          |
| 2017–18 | Európa-liga           | 1SK     | Crusaders          | 2–0       | 1–3    | 3–3 (irg.)   |
| 2017–18 | Európa-liga           | 2SK     | Sūduva Marijampolė | 0–2       | 1–0    | 1–2          |
| 2018–19 | Európa-liga           | 1SK     | BK Häcken          | 0–3       | 2–1    | 2–4          |
| 2019–20 | Európa-liga           | 1SK     | Dinama Minszk      | 1–1       | 2–1    | 3–2          |
| 2019–20 | Európa-liga           | 2SK     | IFK Norrköping     | 0–1       | 0–2    | 0–3          |
| 2021–22 | UEFA Konferencia Liga | 1SK     | Sztruga            | 1–1       | 4–1    | 5–2          |
| 2021–22 | UEFA Konferencia Liga | 2SK     | CSZKA Szofija      | 0–0 (hu.) | 0–0    | 0–0 (t.:1–3) |
| 2022–23 | UEFA Konferencia Liga | 1SK     | Gjilani            | 3–1       | 0–1    | 3–2          |
| 2022–23 | UEFA Konferencia Liga | 2SK     | Young Boys         | 0–1       | 0–3    | 0–4          |

- 1SK =1. selejtezőkör
- 2SK= 2. selejtezőkör
- irg. = Idegenben rúgott góllal
- hu. = Hosszabbítás után
- t. = Tizenegyesek

## Jelenlegi keret
2023. március 21-i állapotnak megfelelően.
| #  |     | Poszt | Név                 |
| -- | --- | ----- | ------------------- |
| 1  | GEO | K     | Luka Sanikidze      |
| 3  | LAT | V     | Dmitrijs Litvinskis |
| 4  | BEL | V     | Henri Stanic        |
| 5  | NGR | KP    | Luqman Gilmore      |
| 6  | GEO | KP    | Giorgi Kutsia       |
| 7  | NED | CS    | Nino Noordanus      |
| 8  | UKR | KP    | Jurij Mate          |
| 9  | LAT | CS    | Markuss Kruglauzs   |
| 10 | BRA | KP    | Dodô                |
| 12 | LAT | K     | Krišjānis Zviedris  |
| 14 | LAT | KP    | Eduards Tīdenbergs  |
| 17 | COD | CS    | Gauthier Mankenda   |
| 20 | LAT | KP    | Janis Krautmanis    |
| 21 | LAT | KP    | Jānis Grīnbergs     |

| #  |     | Poszt | Név                 |
| -- | --- | ----- | ------------------- |
| 22 | GHA | CS    | Issah Ibrahim       |
| 23 | SLO | KP    | Nik Kapun           |
| 29 | LAT | KP    | Jānis Vilnītis      |
| 31 | USA | V     | Noah Toribio        |
| 32 | LAT | K     | Ņikita Pinčuks      |
| 45 | GHA | KP    | David Anane Martin  |
| 49 | LAT | KP    | Mārtiņš Ķigurs      |
| 51 | UKR | V     | Hlib Hracsov        |
| 58 | CMR | KP    | Joseph Minala       |
| 70 | NGR | CS    | Success Makanjuola  |
| 77 | LAT | KP    | Gļebs Kļuškins      |
| 84 | LAT | K     | Vladislavs Lazarevs |
| 97 | LAT | KP    | Aleksejs Grjaznovs  |

## Menedzserek
- Viktors Dobrecovs (2014–2016)
- Tamazs Pertija (2016–2018)
- Karloss Dario Aurelio (2018)
- Gordons Jangs (2018–2019)
- Aleksandrs Starkovs (2019)
- Mareks Zuntners (ideiglenes) (2019)
- Andrejs Kaļiņins (2020)
- Dzmitri Molas (2020–2021)
- Nebojša Vigņevičs (2021–2022)
- Kirils Aļševskis (2022)
- Tamazs Pertija (2022–jelenleg is)